# Vol hipersònic

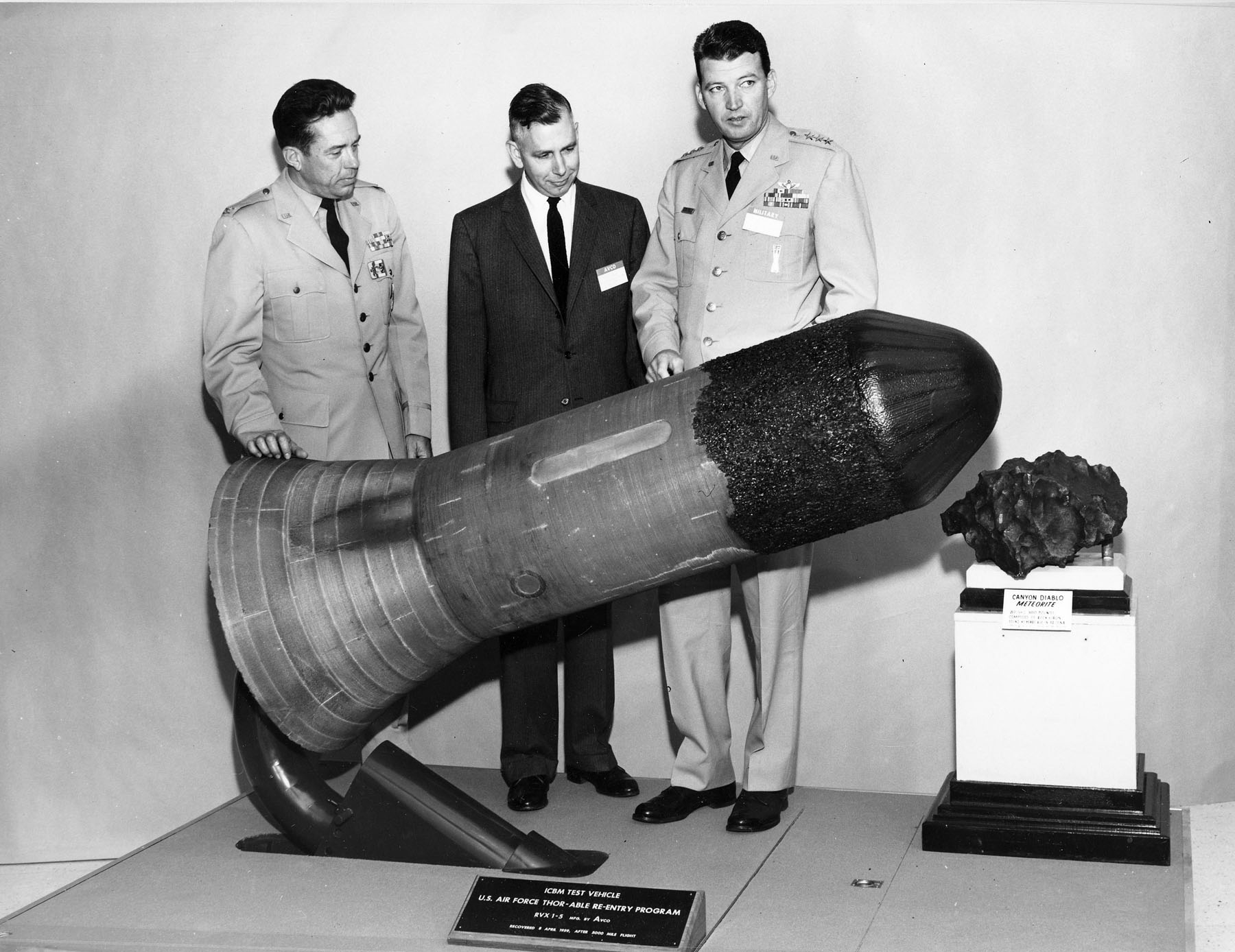
Vehicle de reentrada (RV) després d'un vol de 8000 km, el 1959. Cal tenir en compte la punta ennegrida del RV a causa de l'escalfament aerodinàmic. Compareu amb l'efecte d'escalfament aerodinàmic sobre el meteorit de ferro de la dreta.

El vol hipersònic és el vol per l'atmosfera per sota d'altituds d'uns 90 km a velocitats superiors a Mach 5, una velocitat on la dissociació de l'aire comença a ser important i hi ha càrregues de calor elevades. Velocitats sobre Mach 25 s'han aconseguit per sota de la termosfera a partir del 2020.
Els vehicles hipersònics són capaços de maniobrar per l'atmosfera en una trajectòria no parabòlica, però s'han de gestionar les seves càrregues de calor aerodinàmiques (vegeu la figura de la dreta).

## Història
El míssil V-2, utilitzat per primera vegada per Alemanya a la Segona Guerra Mundial i després utilitzat en el programa de míssils dels Estats Units, va ser el primer dispositiu desenvolupat per aconseguir un vol hipersònic
El primer objecte fabricat per aconseguir un vol hipersònic va ser el coet Bumper de dues etapes, format per una segona etapa WAC Corporal col·locada a la part superior d'una primera etapa V-2. El febrer de 1949, a White Sands, el coet va assolir una velocitat de 8,290 km/h (5.150 mph), o aproximadament Mach 6.7. El vehicle, però, va cremar a la reentrada atmosfèrica i només es van trobar restes carbonitzades. L'abril de 1961, el major rus Yuri Gagarin es va convertir en el primer humà a viatjar a velocitat hipersònica, durant el primer vol orbital pilotat del món. Poc després, el maig de 1961, Alan Shepard es va convertir en el primer nord-americà i la segona persona en fer un vol hipersònic quan la seva càpsula va tornar a entrar a l'atmosfera a una velocitat superior a Mach 5 al final del seu vol suborbital sobre l'oceà Atlàntic.
El novembre de 1961, el comandant de la Força Aèria Robert White va fer volar l'avió de recerca X-15 a velocitats superiors a Mach 6. El 3 d'octubre de 1967, a Califòrnia, un X-15 va arribar a Mach 6,7.
El problema de la reentrada d'un vehicle espacial es va estudiar àmpliament. El X-43A de la NASA va volar amb scramjet durant 10 segons, i després va planejar durant 10 minuts en el seu darrer vol el 2004. El Boeing X-51 Waverider va volar amb scramjet durant 210 segons el 2013, i finalment va arribar a Mach 5.1 en la seva quarta prova de vol. Des de llavors, el règim hipersònic s'ha convertit en objecte d'estudis posteriors durant el segle XXI i de la competència estratègica entre els Estats Units, l'Índia, Rússia i la Xina.

## Avions hipersònics proposats
- Hiperescara

## Avions hipersònics abandonats
- X-20 Dyna-Sor
- Rockwell X-30